# 輪島道路 (石川県道)
輪島道路（わじまどうろ）は、石川県鳳珠郡穴水町から輪島市へ至る石川県道1号七尾輪島線の一部区間の名称。

## 概要
- 起点：石川県鳳珠郡穴水町（穴水IC此木交差点）
- 終点：石川県輪島市杉平町（河井中央交差点）
- 全長：17.8 km

穴水町此木から輪島市杉平町にかけての約20kmの区間は、「輪島道路」という名称で高規格化が各所で行われている。これは、並行して走っていたのと鉄道七尾線の穴水駅 - 輪島駅間が2001年（平成13年）4月に廃止されたことに伴い、県都金沢方面への重要な道路となったことが大きいが、道路改良自体は1970年代末期から行われており、主に狭路や悪路などといった、幹線道路としては看過出来ない箇所より取り組まれてきた。1990年頃以降は奥能登の他市町村同様、大規模な土木工事を伴う線形改良やバイパス工事による大幅な改良が常態となり対面交通ながら概ね高規格化が進み、市街地以外では最高40km/hの制限は見られなくなった。「輪島道路」の指定後はのと鉄道の廃線路盤を組み入れた拡幅や線形改良を重点的に行っている。
改良工事が行われた箇所は主なものでは以下がある。
- 小又バイパス（鳳珠郡穴水町川島 - 鳳珠郡穴水町小又） - 改良（一部新設）
- 市の坂バイパス（鳳珠郡穴水町小又 - 輪島市三井町加村） - 新設
- 三井バイパス（輪島市三井町長沢 - 輪島市三井町興徳寺） - 新設
- 熊野トンネル（輪島市三井町姫ヶ淵 - 輪島市熊野町） - 新設
- 市ノ瀬バイパス（輪島市市ノ瀬町荒田 - 輪島市石休場町安町） - 新設

市の坂バイパスの区間内には、「ゆずりレーン」と称する追越車線が上下1箇所ずつ設けられている。（下り線は連続S字曲線のため上りより長めに設定されている）

## 通過する自治体
- 石川県
  - 鳳珠郡穴水町 - 輪島市

## 接続道路
自動車専用道路
- のと里山海道

インターチェンジ
- 穴水IC ： 石川県道303号柏木穴水線・珠洲道路（鳳至郡穴水町）

一般国道
- 国道249号 ： 河井中央交差点（輪島市）

石川県道
- 石川県道37号輪島山田線（輪島市）
- 石川県道263号桂谷川島線（鳳珠郡穴水町）
- 石川県道271号漆原下出線（輪島市）
- 石川県道303号柏木穴水線・珠洲道路 ： 穴水IC此木交差点（鳳珠郡穴水町）

## 道の駅
- 輪島（輪島市）